# Ẩm thực nam nữ
Ẩm thực nam nữ (giản thể: 饮食男女; phồn thể: 飲食男女; bính âm: yǐn shí nán nǚ, tiếng Anh: Eat Drink Man Woman) là một bộ phim Đài Loan của đạo diễn Lý An được công chiếu lần đầu năm 1994. Đây là bộ phim đầu tiên của Lý An tại quê hương sau một thời gian dài học tập và làm việc ở Hoa Kỳ. Với dàn diễn viên chính gồm Lang Hùng, Quy Á Lôi,Dương Quý Mị và Ngô Thiến Liên, bộ phim là câu chuyện của một người đầu bếp già với ba người con gái chưa lập gia đình, xen giữa những rắc rối đời thường của họ là những cảnh phim về quá trình chuẩn bị, chế biến các món ăn của người đầu bếp. Ẩm thực nam nữ sau khi công chiếu đã được đánh giá rất cao và được coi là một trong những tác phẩm xuất sắc của Lý An.

## Nhân vật
- Lang Hùng thủ vai ông Chu, ông chủ gia đình và là một đầu bếp tài năng của Grand Hotel (Đài Bắc).
- Dương Quý Mị thủ vai Chu Gia Trân, con gái cả của ông Chu, một cô gái lỡ thì nhưng vẫn chưa chồng và làm nghề giáo viên môn Hóa học tại một trường phổ thông.
- Ngô Thiến Liên thủ vai Chu Gia Thiến, con gái thứ hai của ông Chu, một cô gái toàn tâm toàn ý vì công việc tại một công ty hàng không.
- Vương Du Văn thủ vai Chu Gia Ninh, con gái út của ông Chu, một nữ sinh đại học kiếm thêm ngoài giờ bằng cách làm việc tại một tiệm đồ ăn nhanh.
- Trương Ngải Gia thủ vai Lương Cẩm Vinh, bạn gái thân thiết của ba chị em họ Chu
- Quy Á Lôi thủ vai mẹ của Lương Cẩm Vinh

## Nội dung
Ông Chu là một đầu bếp tài năng của Grand Hotel (Đài Bắc) nay đã nghỉ hưu. Niềm vui duy nhất của ông là chuẩn bị những bữa ăn ngon cho ba con gái, những người ông đã một mình nuôi nấng sau nhiều năm. Cả ba cô con gái của ông Chu đều chưa có ý định lập gia đình riêng trong đó người con cả dường như đã lỡ thì và không có ai theo đuổi, người con gái thứ hai thì quá chú tâm vào công việc còn người con út thì vẫn chưa đến tuổi lập gia đình.